# ’Round Midnight (альбом Бетти Картер, 1963)
’Round Midnight — студийный альбом американской певицы Бетти Картер, выпущенный в 1963 году на лейбле Atco Records. Продюсером альбома выступил Несухи Эртегюн. Альбом был записан при поддержке оркестров под управлением Клауса Огермана и Оливера Нельсона.

## Отзывы и признание
| Оценки критиков                            | Оценки критиков |
| Источник                                   | Оценка          |
| ------------------------------------------ | --------------- |
| AllMusic                                   | [ 3 ]           |
| Billboard                                  | [ 4 ]           |
| Encyclopedia of Popular Music              | [ 5 ]           |
| MusicHound Jazz: The Essential Album Guide | [ 6 ]           |
| The Penguin Guide to Jazz                  | [ 7 ]           |
| The Rolling Stone Jazz Record Guide        | [ 8 ]           |
| The Rolling Stone Jazz & Blues Album Guide | [ 9 ]           |

Скотт Яноу из AllMusic написал: «Картер была здесь намного свободнее, чем на её предыдущих записях, но всё же более понятный, чем мог бы быть. Её репертуар, включающий заглавную часть „Theme from Dr. Kildare“, „Two Cigarettes in the Dark“ и её собственную „Who What Why Where When“, уже становился эклектичным. Это интересный исторический релиз». В справочнике MusicHound Jazz: The Essential Album Guide поставили альбому только полторы звезды из пяти, отметив, что с этим хором, мелодиями, раздутыми оркестровками — тот альбом которого следует избегать. В The Penguin Guide to Jazz же напротив отметили, что в альбоме есть несколько великолепных мелодий, особо выделив трек «Two Cigarettes in the Dark».

## Список композиций
1. «Nothing More to Look Forward To» (Ричард Адлер) — 2:31
2. «Who What Why Where When» (Бетти Картер) — 3:05
3. «Heart and Soul» (Фрэнк Лессер, Хоги Кармайкл) — 3:14
4. «Call Me Darling» (Дороти Дик, Морт Фрайберг, Рольф Марбет, Берт Райсфельд) — 3:48
5. «When I Fall in Love» (Эдвард Хейман, Виктор Янг) — 2:56
6. «’Round Midnight» (Берни Хэниген, Кути Уильямс, Телониус Монк) — 3:14
7. «I Wonder» (Сесил Гант, Рэймонд Левин) — 2:29
8. Theme from Dr. Kildare («Three Stars Will Shine Tonight») (Джерри Голдсмит, Пит Руголо, Хэл Уинн) — 2:40
9. «The Good Life» (Саша Дистель, Джек Рирдон) — 2:30
10. «Everybody’s Somebody’s Fool» (Эйс Адамс, Реджина Адамс, Лайонел Хэмптон) — 2:40
11. «Two Cigarettes in the Dark» (Лью Поллак, Пол Фрэнсис Вебстер) — 2:04
12. «Shine On Harvest Moon» (Нора Байес, Джек Норворт) — 2:06
13. «One Note Samba» (Джон Хендрикс, Антониу Карлос Жобин, Ньютон Мендонса) — 2:21

## Участники записи
Музыканты:
- Фил Вудс — альт- и тенор-саксофон
- Дэнни Бэнк — баритон-саксофон, бас-кларнет
- Сеймур Бараб, Сидни Эдвардс, Эдгардо Содеро, Люсьен Шмит — виолончель
- Бетти Картер — вокал
- Кенни Баррелл, Джон Пиццарелли — гитара
- Джо Ньюман, Конте Кандоли — труба
- Джимми Кливленд — тромбон
- Боб Эштон, Ричи Камука — тенор-саксофон
- Монти Бадвиг, Ричард Дэвис, Джордж Дювивье — контрабас
- Гэри Честер, Шелли Мэнн, Эд Шонесси — ударные
- Ллойд Майерс, Уолтер Дэвис-младфший, Расс Фриман — фортепиано

Даты записи:
- Треки 1, 5, 9, 12, 13 — 10 августа 1962 года
- Треки 3, 4, 6, 10 — 6 декабря 1962 года
- Треки 2, 7, 8, 11 — 15 января 1963 года